# Hennadij Makarow
Hennadij Juchymowycz Makarow, ukr. Геннадій Юхимович Макаров, ros. Геннадий Ефимович Макаров, Giennadij Jefimowicz Makarow (ur. 10 lipca 1939) – ukraiński piłkarz, grający na pozycji pomocnika, trener piłkarski.

## Kariera piłkarska
W 1964 występował w Spartaku Smoleńsk.

## Kariera trenerska
Po zakończeniu kariery piłkarskiej rozpoczął pracę szkoleniowca. Najpierw od 1967 pomagał trenować piłkarzy Iskry Smoleńsk. W 1970 i 1973-1975 prowadził smoleński klub. W lipcu 1975 przeniósł się do Atłantyki Sewastopol, którym kierował do 1980 roku. W 1986 ponownie dołączył do sztabu sewastopolskiego klubu, a w następnym sezonie stał na czele klubu, który już nazywał się Czajka Sewastopol. W 1991 przeniósł się do Tawrii Symferopol, gdzie pracował jako asystent trenera. W lipcu 1992 został mianowany na stanowisko głównego trenera Naftowyka Ochtyrka, którym kierował do lipca 1993. Od października 1993 do lipca 1994 ponownie trenował klub z Sewastopola.

## Sukcesy i odznaczenia

### Sukcesy trenerskie
Iskra Smoleńsk
- mistrz Wtoroj ligi ZSRR: 1973 (2 strefa)